# 5, rue Fulton
Le 5, rue Fulton est un immeuble d'habitation du 13e arrondissement de Paris, en France, construit dans les années 1960. Voué à la démolition entre fin 2013 et début 2014, il est investi dès 2012 par des artistes, la façade, les espaces de circulation et les appartements inoccupés servant alors de support à des œuvres de street art. En octobre 2013, sous le nom de tour Paris 13 ou tour 13, cette exposition d'art éphémère est ouverte gratuitement au public pendant un mois.

## Architecture

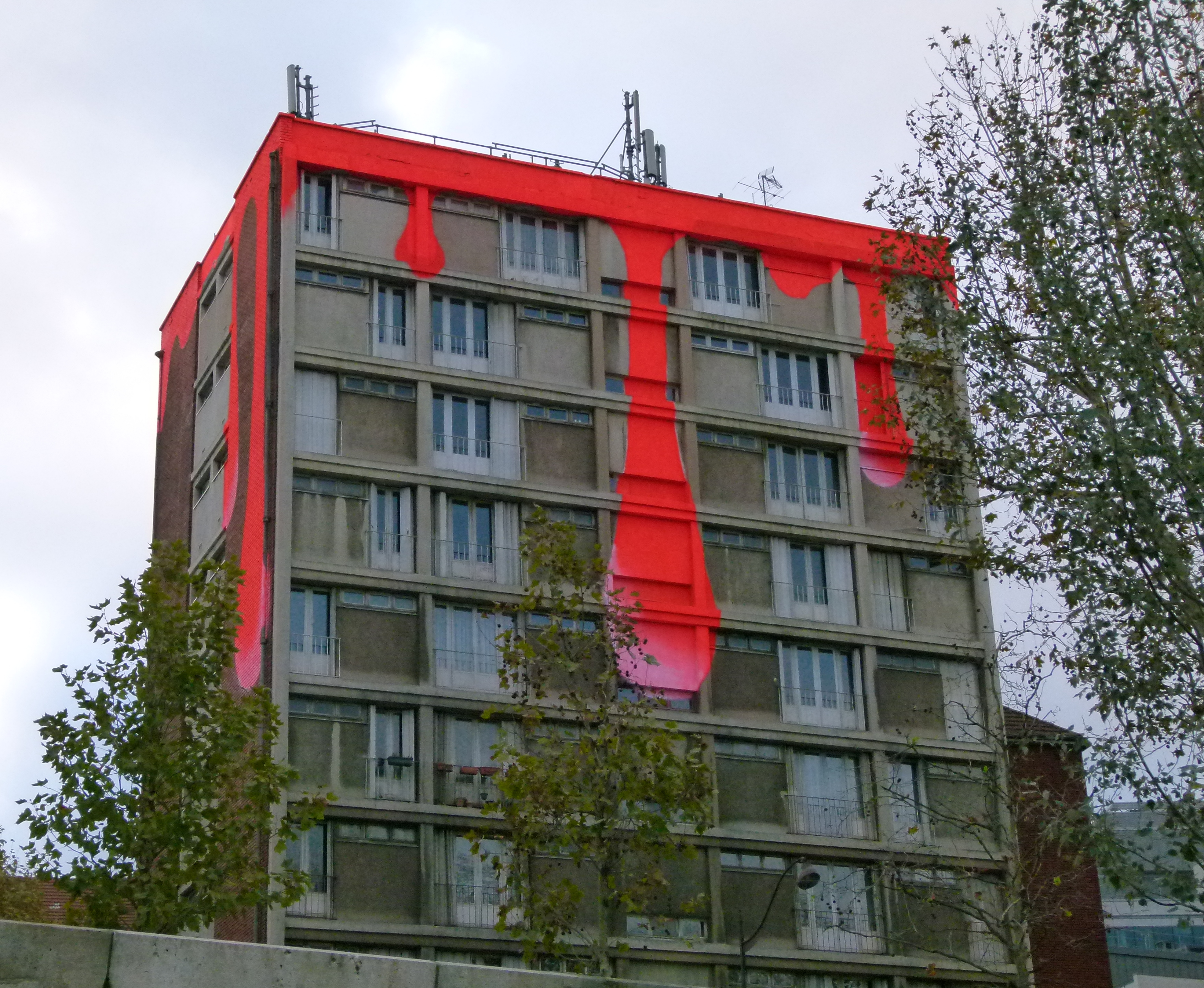
Vue de la façade de l'immeuble en novembre 2012.

Le 5, rue Fulton est un immeuble en brique et béton qui s'élève sur une parcelle de terrain à l'angle de la rue Fulton, du quai d'Austerlitz et de la rue de Bellièvre, en façade des quais de la Seine dans le 13e arrondissement de Paris. L'immeuble se compose de deux bâtiments distincts, disposés  en « L » et reliés entre eux. Le plus grand des deux bâtiments, situé sur le quai d'Austerlitz, compte 36 appartements répartis sur neuf étages ; le rez-de-chaussée de ce bâtiments est protégé par un auvent. L'autre bâtiment, plus petit, se situe sur la rue Fulton.
Une petite cour privée est logée dans l'angle formé par les deux bâtiments.

## Histoire

### Construction
Le bâtiment est construit dans les années 1950 par la société immobilière des chemins de fer (actuelle ICF Habitat) à proximité de la gare de Paris-Austerlitz, entre les voies ferroviaires et la Seine au sein d'un lot de plusieurs autres immeubles. La construction est achevée en 1960.

### Tour Paris 13

#### Contexte
Un projet de restructuration du site prévoit la destruction du no 5 en novembre 2013 pour laisser la place à une nouvelle construction,. Profitant du départ progressif des occupants et avec l'autorisation de la mairie du 13e arrondissement et du bailleur social ICF Habitat, Mehdi Ben Cheikh, directeur de la Galerie Itinerrance — spécialisée dans le street art et basée dans le 13e arrondissement à proximité du bâtiment —, prend l'initiative de le transformer en exposition temporaire,. Une centaine d'artistes utilisent les murs extérieurs et intérieurs comme support pour leurs œuvres, soit une surface totale de 4 500 m2,. Certains des appartements vides voient leurs cloisons ou leurs planchers détruits ou modifiés dans le cadre de cette manifestation.
À la mi-2012, la façade du bâtiment sur le quai d'Austerlitz reçoit sa première œuvre : de grandes gouttes orange dégoulinant du toit, peintes par l'artiste Idem. À l'été 2013, eL Seed recouvre intégralement l'une des façades d'une gigantesque calligraphie peinte sur fond orange. Les artistes Ludo, Pantonio et STeW peignent peu après les autres façades.

#### Ouverture au public
La manifestation est ouverte au public le 1er octobre 2013, pendant un mois jusqu'au 31 octobre. Par la presse et le bouche-à-oreille, le nombre de visiteurs s'accroit très rapidement. Pour des raisons de sécurité, seules 49 personnes à la fois sont autorisées à pénétrer dans le bâtiment, pour une visite durant au moins une heure ; en conséquence, des files d'attente de plusieurs heures sont constatées et ce, plusieurs heures avant l'ouverture quotidienne. Le rôle des médias sociaux dans l’émergence de cette exposition exceptionnelle fait de la Tour 13 une étude de cas sur la manière dont ces médias peuvent amplifier les phénomènes sociaux.

#### Sauvegarde des traces de l'exposition
L'opération est accompagnée de la création d'un site internet présentant un éventail de contenus multimédias tels que photos, films et audiophones retraçant la mise en œuvre. Ouvert au public pendant dix jours après la fermeture de l'exposition, il permet de sélectionner « clic par clic » les éléments conservés numériquement, les autres étant détruits à la fin de ces dix jours.

#### Artistes
L'exposition temporaire réunit cent artistes ; 43 viennent de France, 15 d'Italie, 11 du Portugal, 8 du Brésil, 4 d'Arabie saoudite et du Chili, 3 de Tunisie, 2 d'Australie, d'Espagne, des États-Unis et du Royaume-Uni, 1 d'Argentine, d'Iran, du Luxembourg et du Mexique.
- 108 (Italie)
- 2mil (Brésil)
- Add Fuel (Portugal)
- AGL (France)
- Agostino Lacurci (Italie)
- Alëxone (France)
- A1one (Iran)
- Amin (France)
- Aous (Arabie saoudite)
- AweR (Italie)
- Azooz (Arabie saoudite)
- Bom.K (France)
- BToy (Espagne)
- C215 (France)
- Céleste Java (France)
- Cekis (Chili)
- Cope2 (États-Unis)
- Corleone (Portugal)
- Le Cyclop (France)
- Dabro (Tunisie)
- Dado (Italie)
- Dan23 (France)
- David Walker (Royaume-Uni)
- Eime (Portugal)
- eL Seed (Tunisie)
- Ethos (Brésil)
- Etnik (Italie)
- Fenx (France)
- Flip (Brésil)
- Gaël (France)
- Gilbert (France)
- Guy Denning (Royaume-Uni)
- Herbert Baglione (Brésil)
- Hobz (France)
- Hogre (Italie)
- Honda (France)
- Hopnn (Italie)
- Indie 184 (États-Unis)
- Inti Ansa (France)
- Inti (Chili)
- Jaz (Argentine)
- JB Rock (Italie)
- Jimmy C (Australie)
- Joao Samina (Portugal)
- Joys (Italie)
- Julien Colombier (France)
- Kan (France)
- Katre (France)
- Kruella (Portugal)
- Legz (France)
- Lek (France)
- Liliwenn (France)
- Loiola (Brésil)
- Ludo (France)
- Mar (Portugal)
- Marko93 (France)
- Mario Belem (Portugal)
- Maryam (Arabie saoudite)
- Matéo Garcia Leon (France)
- Maz (Arabie saoudite)
- MoneyLess (Italie)
- Mosko (France)
- Mp5 (Italie)
- Myre (France)
- Nano (Chili)
- Nebay (France)
- Nemi Uhu (France)
- Nilko (France)
- Orticanoodles (Italie)
- Pantonio (Portugal)
- Paulo Arraiano (Portugal)
- Peeta (Italie)
- Philippe Baudelocque (France)
- Rapto (Brésil)
- ReaOne (France)
- Rodolphe Cintorino (France)
- Roti (France)
- Saile (Chili)
- Sambre (France)
- Sean Hart (France)
- Sébastien Preschoux (France)
- Senso (Italie)
- Seth (France)
- Shaka (France)
- Shoof (Tunisie)
- Shuck2 (France)
- Sowat (France)
- Spazm (France)
- Speto (Brésil)
- STeW (France)
- Stinkfish (Mexique)
- Sumo (Luxembourg)
- Tellas (Italie)
- Tinho (Brésil)
- Tore (France)
- Uno (France)
- Uriginal (Espagne)
- Vexta (Australie)
- Vhils (Portugal)
- +- (Portugal)

#### Bilan de l'exposition
Avec 15 000 à 30 000 visiteurs pour un mois d'exposition, l'évènement se place derrière les expositions Né dans la rue à la Fondation Cartier avec 155 000 visiteurs et T.A.G. de la Collection Gallizia au Grand Palais avec 80 000 visiteurs, pour un évènement sur le street-art.

### Destruction

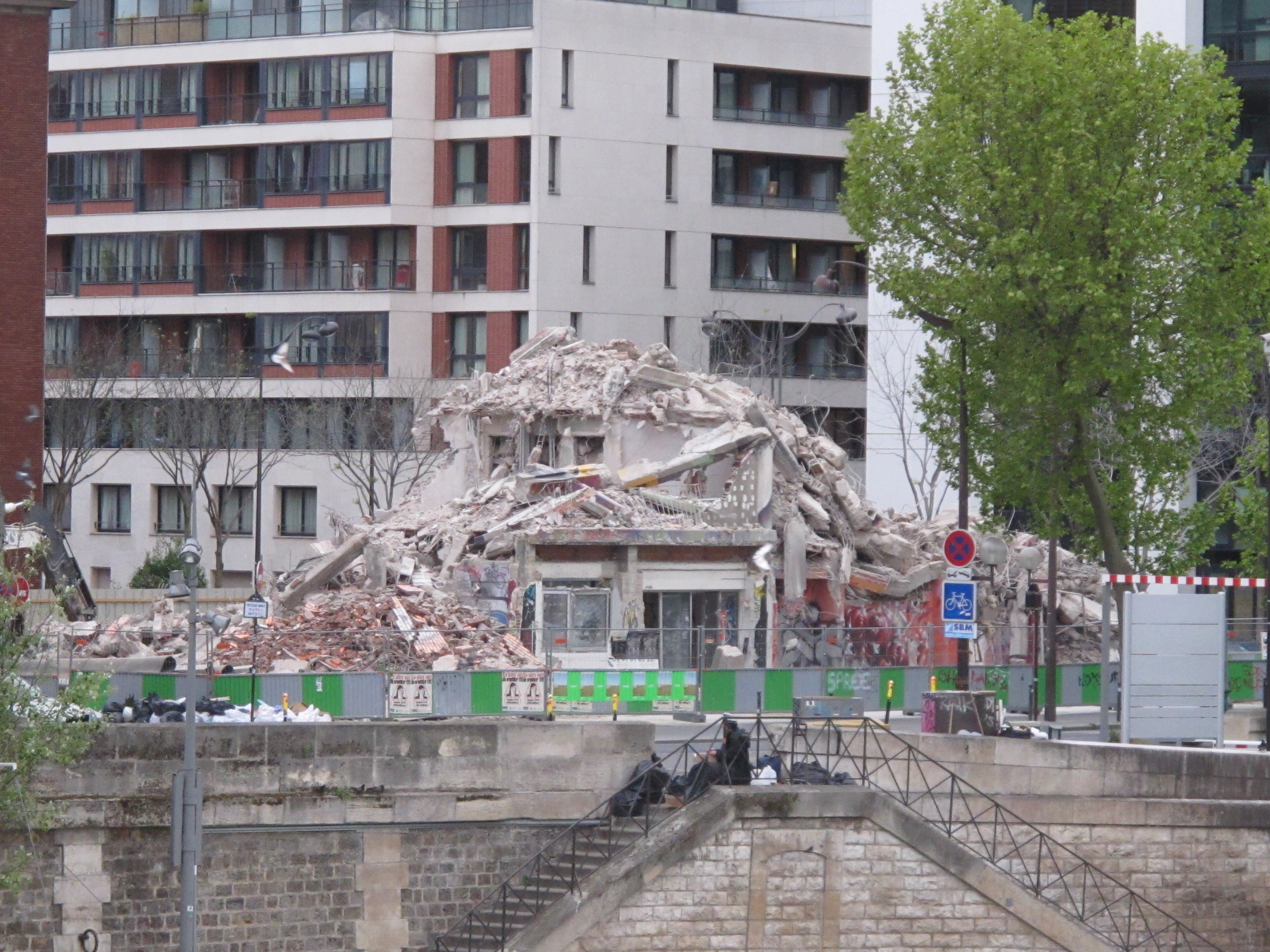
Le bâtiment en phase finale de démolition, avril 2014.

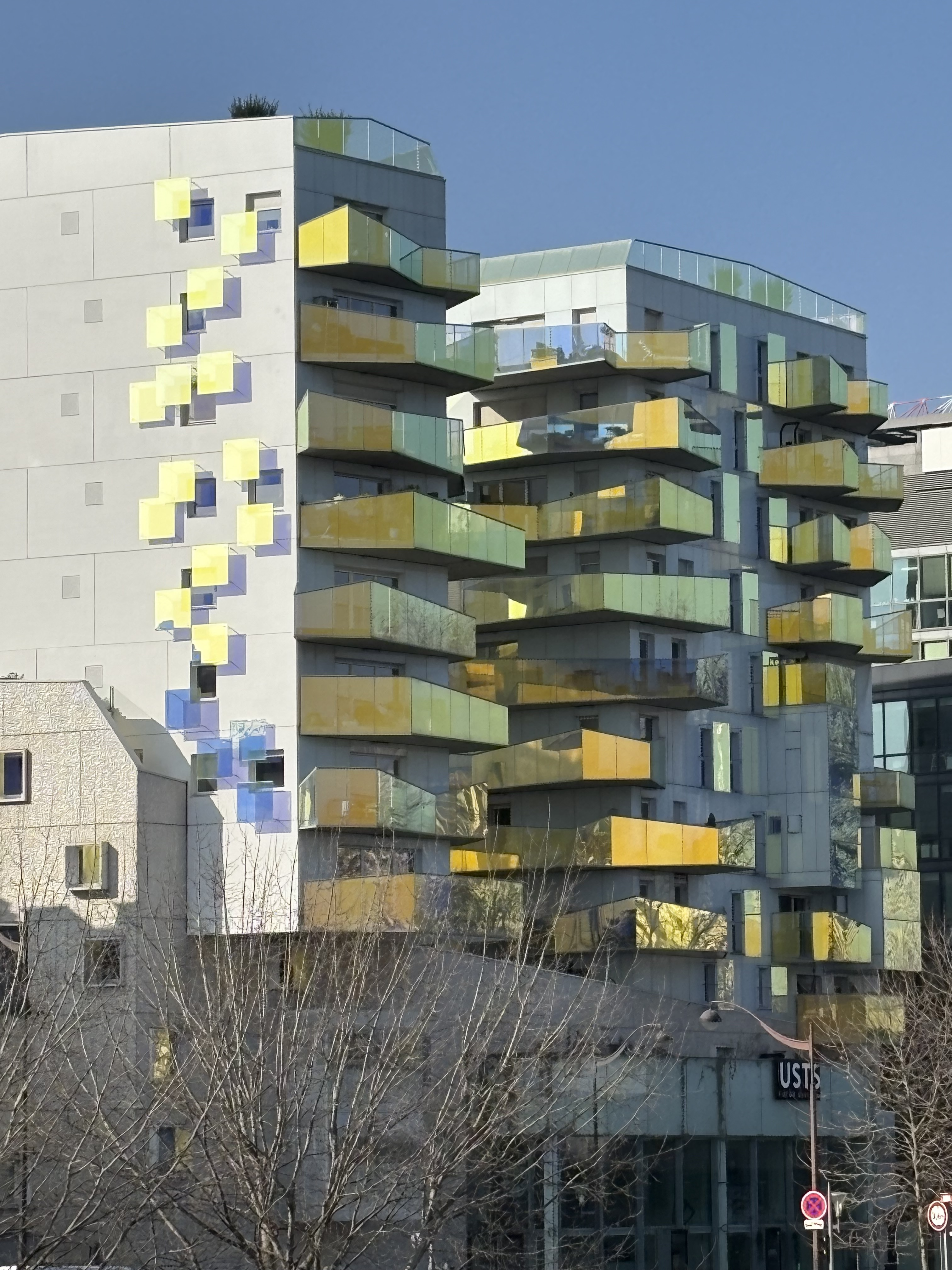
Le bâtiment en 2025.

Après sa fermeture au public le 31 octobre 2013, les structures annexes à la tour (l'auvent et les aménagements extérieurs) sont détruites au cours du mois de novembre. La tour en elle-même est démolie du 9 au 11 avril 2014 par la technique du grignotage. L'évènement fait l'objet d'une retransmission en direct sur le site officiel de l'exposition sous la forme d'une émission de Slow TV.